# Liste der Naturschutzgebiete im Landkreis Kaiserslautern
Im rheinland-pfälzischen Landkreis Kaiserslautern liegen die in der Tabelle aufgeführten Naturschutzgebiete.
| Name                                                       | Bild | Kennung                   | Kreis                                     | Einzelheiten | Position | Fläche Hektar | Datum |
| ---------------------------------------------------------- | ---- | ------------------------- | ----------------------------------------- | --- | -------- | ------------- | ----- |
| Eulenhald-Ungertal                                         | BW   | 335030 WDPA: 81636        | Landkreis Kaiserslautern                  | Waldleiningen naturnahe Buchen-Eichenwälder und andere frische Laub-Mischwälder | ⊙        | 19,58         | 1981  |
| Rodenbacher Bruch                                          |      | 335054 WDPA: 82428        | Landkreis Kaiserslautern                  | Weilerbach, Rodenbach | ⊙        | 186,26        | 1981  |
| Karlstal                                                   |      | 335055 WDPA: 82042        | Landkreis Kaiserslautern                  | | ⊙        | 13,79         | 1983  |
| Magerwiesen am Eulenkopf                                   |      | 335058 WDPA: 82134        | Landkreis Kaiserslautern                  | Erzenhausen | ⊙        | 14,4          | 1983  |
| Neuwoogmoor                                                | BW   | 335086 WDPA: 164804       | Landkreis Kaiserslautern, Landkreis Kusel | Bruchmühlbach-Miesau, Schönenberg-Kübelberg | ⊙        | 63,55         | 1983  |
| Wiesen westlich der Vogelbacher Mühle                      |      | 335088 WDPA: 166299       | Landkreis Kaiserslautern                  | | ⊙        | 38,29         | 1986  |
| Naßwiese am Bahndamm                                       |      | 335089 WDPA: 164755       | Landkreis Kaiserslautern                  | Hauptstuhl | ⊙        | 1,86          | 1987  |
| Spießwald-Streitwiese                                      |      | 335090 WDPA: 165613       | Landkreis Kaiserslautern                  | | ⊙        | 24,22         | 1987  |
| Scheidelberger Woog                                        |      | 335091 WDPA: 165376       | Landkreis Kaiserslautern                  | Hütschenhausen | ⊙        | 232,36        | 1987  |
| Wiesen nördlich von Vogelbach                              |      | NSG-7300-226 WDPA: 166296 | Landkreis Kaiserslautern                  | | ⊙        | 28,86         | 1987  |
| Schlangenbruch                                             |      | 335094 WDPA: 165401       | Landkreis Kaiserslautern                  | Hütschenhausen, Ramstein-Miesenbach | ⊙        | 12,64         | 1987  |
| Glanniederung bei Elschbach                                |      | 335095 WDPA: 163258       | Landkreis Kaiserslautern                  | Elschbach | ⊙        | 53,29         | 1987  |
| Schachenwald                                               |      | 335096 WDPA: 165347       | Landkreis Kaiserslautern                  | | ⊙        | 63,8          | 1987  |
| Moorwiesen-Ringgasser Bruch                                | BW   | 335098 WDPA: 164682       | Landkreis Kaiserslautern                  | | ⊙        | 22,52         | 1987  |
| Krausenbruch                                               |      | 335099 WDPA: 164240       | Landkreis Kaiserslautern                  | Weilerbach, Rodenbach, Eulenbis, | ⊙        | 27,01         | 1987  |
| Aschbachtal-Jagdhausweiher                                 |      | 335141 WDPA: 162248       | Landkreis Kaiserslautern, Kaiserslautern  | Kaiserslautern, Hohenecken, Stelzenberg Jagdhausweiher, das ihn umgebende Aschbachtal sowie das untere Rambachtal; Flach-, Zwischen- und Hochmoore, Fließ- und Stillgewässer, Röhrichte und Seggenriede | ⊙        | 19,49         | 1990  |
| Östliche Pfälzer Moorniederung                             | BW   | 335202 WDPA: 318925       | Landkreis Kaiserslautern, Kaiserslautern  | Kaiserslautern, Kindsbach, Ramstein-Miesenbach, Landstuhl, Hauptstuhl, Weilerbach Zusammenhängender Feuchtlebensraum mit Mooren, extensivem Grünland, naturnahen Wäldern und Gewässern. | ⊙        | 1.386,81      | 1999  |
| Mehlinger Heide                                            |      | 335205 WDPA: 318776       | Landkreis Kaiserslautern                  | Mehlingen, Baalborn, Neukirchen Zwergstrauchheiden und Borstgrasrasen, Sandflächen und Sandrasen sowie temporäre Kleingewässer auf dem Großen Fröhnerhof, Magerrasen mit offenen Sandflächen und Sandrasen, Borstgrasrasen, Zwergstrauchheiden, Halbtrockenrasen, temporären Gewässern und einem Teich auf dem Kleinen Fröhnerhof, naturnahe Gebüsche, Vorwald und Wald, extensiv genutztes Grünland zwischen Großem und Kleinem Fröhnerhof | ⊙        | 399,07        | 2001  |
| Naturschutzgebiet Täler und Verlandungszone am Gelterswoog | BW   | 312195 WDPA: 165817       | Kaiserslautern, Landkreis Kaiserslautern  | Hohenecken, Queidersbach, Bann Quellbäche und Gräben, Tümpel, Weiher, Teiche und Verlandungszonen, Zwischenmoore und Silikat-Kleinseggenrieder, Großseggenrieder, strukturreiche Nass- und Feuchtwiesen, Einzelgebüsche, Magerrasen, Erlensumpf- und Erlenbruchwälder und Bruchgebüsche, Birken-Bruchwälder und Moorgebüsche, Erlenquellbachwälder und naturnahe Buchenwälder, etwa 23 ha in der Stadt Kaiserslautern                       | ⊙        | 55,39         | 1997  |
| Heimerbrühl                                                |      | 7336-079 WDPA: 163607     | Landkreis Kaiserslautern, Landkreis Kusel | Hütschenhausen, Dietschweiler, Nanzdiezweiler Talauen mit naturnahem, stark mäandrierendem Bachlauf, Feuchtwiesen, Hochstaudenfluren und Flachwasserzonen | ⊙        | 49,85         | 1985  |
| Schwarzbach                                                |      | 7336-092 WDPA: 165488     | Landkreis Kaiserslautern, Landkreis Kusel | Vogelbach, Waldmohr, Eichelscheiderhof Schilfröhrichte, Seggenrieder, Gräben und Uferzonen, Solitärbäume, Teiche, Panzergräben, Erlenbruchwälder und Weideflächen | ⊙        | 31,91         | 1987  |
| Legende für Naturschutzgebiet                              |      |                           |                                           | |          |               |       |